# Етногастрономія
Етногастрономія — ця галузь зацікавлена в етнографічних дослідженнях, щоб задокументувати та оцінити знання, мудрість і харчові звички традиційних народів, а також, щоб позитивно оцінити їхні знання, інтеграцію з традиціями, захист їхньої культури та співпрацю в збереженні середовище.